# Sound Theories
Sound Theories dvostruki je uživo album američkog glazbenika Steve Vaia, kojeg 2007. godine objavljuje diskografska kuća Epic.
Prvi CD sadrži skladbe na kojima Vai svira gitaru s orkestrom, dok se na drugom nalaze snimke orkestra koje je napisao Vai, te uključuju skladbe "Shadows and Sparks" i "Bledsoe Bluvd".

## Popis pjesama
Sve pjesme napisao je Steve Vai.

### Disk prvi - Sound Theories Vol 1: "The Aching Hunger"
1. "Kill the Guy with the Ball"  - 4:30
2. "The God Eaters" - 2:09
3. "The Murder Prologue" - 1:09
4. "The Murder" - 7:56
5. "Gentle Ways" - 5:48
6. "Answers" - 5:44
7. "I'm Becoming" - 2:20
8. "Salamanders in the Sun" - 5:05
9. "Liberty" - 2:06
10. "The Attitude Song" - 4:37
11. "For the Love of God" - 9:35

### Disk drugi - Sound Theories Vol 2: "Shadows and Sparks"
1. "Shadows and…" - 8:41
2. "Sparks"  - 9:27
3. "Frangelica Pt 1" - 3:04
4. "Frangelica Pt. 2" - 10:30
5. "Helios and Vesta" - 8:19
6. "Bledsoe Bluvd." - 10:08

## DVD
DVD pod nazivom Visual Sound Theories objavljen je 18. rujna 2007. godine od izdavača Epic/Sony. Sadrži uživo izvedbe s koncerta iz Aching Hungera zajedno s orkestrom Holland Metropole u srpnju 2005. godine.
DVD uključuje 14 skladbi u stereu i 5.1-kanalnom surround zvuku:
1. Kill The Guy With The Ball
2. The god Eaters
3. The Murder Prologue
4. The Murder
5. Answers
6. Lotus Feet
7. I'm Becoming
8. Salamanders In The Sun
9. The Attitude Song
10. Gentle Ways
11. Liberty
12. For the Love of God
13. Shadows And Sparks
14. Frangelica Pt. I & II

## Ljestvica

### Album
| Godina | Ljestvica                        | Pozicija |
| ------ | -------------------------------- | -------- |
| 2007.  | Billboard Top Independent Albums | 45       |

## Vanjske poveznice
- Službene stranice Steve Vaia
- Službene MySpace stranice Steve Vaia